# 上分上山村
上分上山村（かみぶんかみやまむら）は、徳島県にあった村である。1955年3月31日、新設合併により名西郡神山町の一部となり消滅した。

## 地理
- 山：雲早山、東宮山
- 川：鮎喰川、神通谷川

### 隣接していた自治体
- 名西郡 下分上山村
- 勝浦郡 福原村
- 那賀郡 沢谷村
- 麻植郡 美郷村・木屋平村

## 歴史
- 1889年10月1日 - 町村制施行に伴い、名西郡上分上山村が村制施行し上分上山村が成立。
- 1955年3月31日 - 名西郡阿野村、神領村、下分上山村、鬼籠野村と合併して神山町となり消滅。

## 交通

### 道路
一般道路
- 国道193号
- 国道438号

都道府県道
- 徳島県道253号山川海南線

## 名所・旧跡・観光スポット・祭事・催事
- 神通滝
- 出会い滝
- 岳人の森
- 正八幡神社